# Gez Boland
Gez Boland (persiska: گز بلند) är en ort i Iran.   Den ligger i provinsen Bushehr, i den centrala delen av landet, 700 km söder om huvudstaden Teheran. Gez Boland ligger 25 meter över havet och antalet invånare är 321.
Terrängen runt Gez Boland är platt. Runt Gez Boland är det ganska tätbefolkat, med 199 invånare per kvadratkilometer. Närmaste större samhälle är Borāzjān, 11,9 km nordost om Gez Boland. Omgivningarna runt Gez Boland är i huvudsak ett öppet busklandskap.